# Hemioplisis procurvaria
Hemioplisis procurvaria là một loài bướm đêm trong họ Geometridae.